# Kurt Balla
Kurt Balla (* 21. September 1923 in Galați, Rumänien; † 12. August 1995 in Bad Sauerbrunn, Burgenland) war ein österreichischer Politiker (ÖVP), WIFI-Direktor und Sportfunktionär. Balla war von 1968 bis 1972 Abgeordneter zum Burgenländischen Landtag. 

## Leben
Balla wurde als Sohn des Zimmermanns Ernst Balla aus Kisbér (Ungarn) und seiner Ehefrau Agnes Balla, geborene Kolarjik, aus Zillingtal (Burgenland) in Rumänien geboren. Er wuchs ab 1924 in Wien auf und besuchte dort zunächst auch die Volksschule. 1932 übersiedelte seine Familie nach Bad Sauerbrunn, wobei er den Besuch der Volksschule dort fortsetzte. Danach wechselte er an das Realgymnasium in Mattersburg und ab 1938 an die Oberschule für Jungen in Eisenstadt, an dem er 1943 die Matura ablegte. Danach wurde er zum Arbeitseinsatz in den Wiener Neustädter Flugzeugwerken eingesetzt und diente danach von 1944 bis 1945 in der Wehrmacht, wobei er sich bis 24. Dezember 1945 in Kriegsgefangenschaft befand. Nach seiner Rückkehr aus dem Krieg studierte er zwischen 1946 und 1949 an der Hochschule für Welthandel Wien und schloss sein Studium am 31. Oktober 1949 mit dem akademischen Grad „Dkfm.“ ab. Er sammelte in der Folge zwischen 1950 und 1953 Berufspraxis in der Textilindustrie und war zwischen 1954 und 1958 als selbständiger Handelsvertreter im Textilbereich tätig. Zudem wirkte er als Gremialvorsteher der Handelsvertreter in der Handelskammer Burgenland und war von 1958 bis 1960 als Lehrer der Handelsakademie Eisenstadt aktiv. Danach wechselte er 1960 als Kursreferent zum WIFI Burgenland und übernahm 1974 die Leitung bzw. 1984 die Funktion des Direktors im WIFI Burgenland.

## Politik
Balla engagierte sich in der Lokalpolitik und war von 1958 bis 1972 Bürgermeister von Bad Sauerbrunn. Er wirkte innerparteilich als ÖVP Ortsparteiobmann und vertrat die ÖVP zwischen dem 17. April 1968 und dem 3. November 1972 als Abgeordneter zum Burgenländischen Landtag. Er war als Leistungssportler im Bereich Tennis und Langstreckenlauf aktiv und fungierte von 1967 bis 1987 als Präsident des Burgenländischen Tennisverbandes. 1982 erhielt er das Goldene Ehrenzeichen für besondere Verdienste um den Tennissport.